# Bo Alvemo
Bo Alvemo, född 22 november 1942, är en estlandssvensk historiker och författare, bosatt i Söderåkra i Torsås kommun. 
Bo Alvemo har varit förlagsredaktör vid Sveriges Radio 1970-82, samt producent vid Utbildningsradion 1982-2000. 
I Alvemos bokproduktion återfinns en trilogi om det småländska folklandet Södra Möre (1984-1993) med bland annat biografier över ”fredsbonden” Jonas Jonasson, ”rösträttsministern” Alfred Petersson, flygpionjären Albin Ahrenberg och redaren Vilhelm Lundgren. I Torsås ångkvarn & träindustri redogör Alvemo för hur Torsås elektrifierades under 1900-talets första hälft. År 2000 utkom Garpen. Häri skildras det sociala livet på Garpens fyrplats 1893-1967. Vidare har Bo Alvemo ingående granskat Sveriges senaste folkliga inbördeskrig 1542-43 både i Dackefejden – det stora upproret (2006) och i Nils Dacke - vår okände kändis (2011). I den historiska dokumentärromanen Nils Dacke - rebellen (2010) tar Bo Alvemo parti för upprorsrörelsen. Det pensionerade polisparet Tor Hammar och Edwin Krook figurerar i kriminalromanerna Sankt Nikolaus (2006) och Galler (2012).